# Crystal Lake (Illinois)
Crystal Lake is een plaats (city) in de Amerikaanse staat Illinois, en valt bestuurlijk gezien onder McHenry County.

## Demografie
Bij de volkstelling in 2000 werd het aantal inwoners vastgesteld op 38.000. In 2006 is het aantal inwoners door het United States Census Bureau geschat op 41.533, een stijging van 3533 (9,3%).

## Geografie
Volgens het United States Census Bureau beslaat de plaats een oppervlakte van 43,6 km², waarvan 42,1 km² land en 1,5 km² water. Crystal Lake ligt op ongeveer 226 m boven zeeniveau.

## Plaatsen in de nabije omgeving
De onderstaande figuur toont nabijgelegen plaatsen in een straal van 8 km rond Crystal Lake.